# 愛すべきひとよ
「愛すべきひとよ」（あいすべきひとよ）は、The Kaleidoscopeの3枚目のシングル。

## 解説
横浜を中心に積み重ねられた路上ライブを経て約2年ぶりにリリースした本作は、佐藤製薬「ストナ」コマーシャルソグ及びテレビ東京系「JAPAN COUNTDOWN」エンディング・テーマ。
同作は、2000年6月に神奈川県限定盤もリリースされている。

## 収録曲
1. 愛すべきひとよ
作詞・作曲：石田匠　編曲：今井裕・The Kaleidoscope
2. 小さな寝息
作詞・作曲：石田匠　編曲：今井裕・The Kaleidoscope
3. 愛すべきひとよ (street live ver.)

## カバー
- 伴都美子（2008年、アルバム『VOICE 2〜cover lovers rock〜』）